# Demosthenes
Demosthenes, född 384 f.Kr. i Aten, död 322 f.Kr. Kalaureia, var en grekisk statsman och orator. Han föddes nära Aten, som ende son till en välbärgad vapenmakare. Som barn blev han retad eftersom han var ful, sjuklig och hade ett talfel. Hans tal bidrar med värdefull information om det politiska, sociala och ekonomiska livet i Aten under 300-talet före Kristus.

## Biografi
Fadern dog när Demosthenes var sju år gammal. Under sin uppväxt studerade pojken nästan enbart retorik. När han uppnådde myndig ålder år 366 f.Kr. beslöt han sig för att stämma de män som utsetts att förvalta faderns förmögenhet. Han vann målet, men endast en del av arvet återbördades. Han började nu bli involverad i lag och politik, men var inte speciellt framgångsrik då han vid sidan av svaga lungor och en ryckande axel, också hade problem med stamning och uttalet av bokstaven "r".
De flesta av dessa problem övervann Demosthenes genom olika metoder: han övade sitt uttal genom att tala med kiselstenar i munnen, hängde ett spjut så att det stack honom i axeln när den ryckte, och sprang i trappor och uppför kullar för att stärka lungorna. Han sägs också ha rakat halva huvudet, antingen för att komma över sin blyghet, eller för att tvinga sig själv att stanna hemma och öva.

### Karriär
Demosthenes skickades tillsammans med Aeschines till Filip II för att förhandla ett fredsfördrag med Makedonien efter att Atens allierade Olynthos hade förstörts. Under detta fördrag uppfattade Filip Demosthenes vältalighet som ett hot och vände sig uteslutande till Aeschines. De två återvände från ambassaden som bittra fiender. Demosthenes kritiserade Aeschines och Filip, medan Aeschines anklagade Demosthenes lika ivrigt och intygade Filips välmening. Makedonien kom senare att besegra flera andra grekiska stater och slutligen att ena dem i det panhellenska förbundet, men oratorn slutade inte tala emot erövrarna och kallade Alexander den store "den dumme pojken".
Två år före sin död dömdes Demosthenes för att ha tagit emot en muta från en man som förskingrat från Alexander den store och som tagit sin tillflykt till Aten. Demosthenes flydde till ön Kalauria efter att atenarna hade beordrat dödsstraff för alla patrioter, på Alexanders efterträdare Antipaters begäran. Där gömde han sig i ett Poseidontempel, men när hans förföljare kom in i helgedomen begick han självmord genom att ta ett gift han länge hade burit med sig.

### Retorik
Efter åtalet mot sina förmyndare behövde Demosthenes en inkomst, och han började försörja sig som professionell talskrivare i rättsfall, en så kallad logograf. Han gjorde sig snart känd som en mästare på rättstal och fick rika klienter. Dock byggde mycket av hans framgång på brutala personangrepp där han spelade på publikens känslor.
År 354 f.Kr. framförde Demosthenes sitt första stora tal inför församlingen, Om det marina styret (i engelsk översättning "On the naval boards"), med stor framgång. Atenarna övertygades om att de i tysthet borde bygga upp sin marina styrka för att markera att även ifall de inte skulle attackera så skulle de vara redo för försvar ifall perserna (det rådande hotet) skulle anfalla. 
Demosthenes framhävde att om Aten anföll Persien, skulle de stå utan allierade, men om Persien anföll först skulle alla de grekiska stadsstaterna ställa sig på Atens sida. Det var första gången han använde detta tema, men det skulle komma att följa honom genom hela hans politiska karriär – principen att Aten skulle behålla sin demokratiska frihet genom sin självständighet, såvida de inte var hotade. Då skulle man vara redo att ingå temporära allianser. Från och med nu är Demosthenes karriär praktiskt taget historien om atensk utrikespolitik.
Han framträdde som den främste atenske motståndaren mot den makedonske kung Filip II:s expansion från cirka 349 f.Kr., och skrev fyra tal mot Filip (kända som de Filippiska talen), vilken han såg som ett hot mot Aten och deras allierade stadsstater. I talen försökte han att vinkla ämnet så att det inte bara var rent politiskt, utan istället gälla atensk kultur kontra barbariet som Filip och Makedonien representerade. Från det första filippiska talet cirka 351 f.Kr. vacklade Demosthenes inte en gång under 29 år av motstånd.
I sina tal sporrade han atenarna och påminde dem ofta om olika historiska händelser, såsom deras seger mot Sparta, men atenarnas stridsvilja var likväl låg. När Olynthos var hotat, framförde Demosthenes tre tal (de Olynthiska talen) för att egga atenarna till att undsätta sin allierade, men staden föll det följande året utan att ha fått någon större hjälp av Aten.
Efter att Aten slutit fred med Makedonien höll Demosthenes ett tal, Om freden, där han fördömde villkoren men menade att man ändå skulle respektera fredsavtalet. Under tiden spelade Filip ut andra stadsstater, som Thebe och Sparta, mot varandra. Demosthenes andra filippiska tal (344 f.Kr.) genmälde att han aldrig skulle ha gått med på freden om han vetat att Filip skulle bryta avtalet samt att Aeschines hade invaggat atenarna i en falsk säkerhet. Det tredje filippiska talet hölls 341 f.Kr.
På svenska finns endast ett tal, nämligen Kranstalet, översatt av Bertil Cavallin och utgivet i Tre politiska tal (Forum, 1973).